# Irving Nattrass
Irving Nattrass (Fishburn, 20 dicembre 1952) è un ex calciatore inglese, di ruolo difensore.

## Carriera
All'età di 16 anni entrò a far parte del settore giovanile del Newcastle Utd. Da giovane, Nattrass mancava di fiducia e fece lenti progressi all'interno del club, arrivando addirittura al punto di lasciare il campo da gioco e di cercarsi un lavoro come meccanico. Tuttavia, ritornò sui suoi passi e venne convocato in prima squadra nel 1970 all'età di 17 anni.
L'allora allenatore dei Magpies Joe Harvey, colui che decise di promuoverlo, elogiò molteplici volte il suo talento paragonandolo a Paul Madeley. Durante la sua permanenza a Newcastle venne ostacolato da diversi infortuni che gli fecero saltare diverse gare. Successivamente il giocatore ebbe delle divergenze con il consiglio d'amministrazione del club, che decise di cederlo per  375000 £ al Middlesbrough nell'estate del 1979. Si ritirò dalle attività agonistiche nel 1986 dopo aver totalizzato 191 presenze in campionato.

## Palmarès

### Club

#### Competizioni internazionali
- Coppa Anglo-Italiana: 1

Newcastle: 1973
- Texaco Cup: 2

Newcastle: 1973-1974, 1974-1975